# Марагос, Джордж
Джордж Мараго́с (англ. George Maragos; род. 17 марта 1949, Лефкада, Ионические острова, Греция) — греко-американский бизнесмен и политик, 13-й финансовый контролёр округа Нассо. Активный член греческой общины США.

## Биография

### Ранние годы, семья и образование
Родился на острове Лефкада (Греция) в бедной семье, которая иммигрировала сначала в Канаду, а затем в США.
Окончил Университет Макгилл со степенью бакалавра наук в области электротехники (Канада, 1973) и Университет Пейс со степенью магистра делового администрирования в области финансов (1983).

### Карьера
Карьеру начинал в телекоммуникационной R&D-компании Bell-Northern Research, в которой стал одним из самых молодых менеджеров.
В 1978 году присоединился к ИТ-консалтинговой фирме Booz Allen Hamilton, где работал над американскими военными системами командования и управления. Позднее курировал разработку ИТ-решений для крупных международных клиентов.
В 1981 году начал работать в компании Chase Manhattan Bank, где возглавлял группу, занимавшуюся созданием сети передачи данных и денежных переводов. Позднее был повышен до вице-президента.
В 1986 году занял пост вице-президента Citibank.
В 1989 году учредил собственную компанию SDS Financial Technologies, президентом и CEO которой оставался на протяжении 20 лет, когда в 2009 году был избран финансовым контролёром округа Нассо.
В 2010 и 2012 годах принимал участие в праймериз Республиканской партии в Сенат США.
В 2016 году вместе со своей супругой выделил 5400 долларов на президентскую кампанию кандидата от Демократической партии Хиллари Клинтон.

## Политические взгляды
На определённом этапе Марагос с обеспокоенностью высказывался о праве однополых пар на брак, заявляя, что их легализация может в итоге привести к узакониванию полигамии, а в одном из интервью он сказал, что «некоторые люди хотели бы даже заключить брак со своими домашними животными». В этот же период времени он выступал против абортов, за исключением случаев необходимости сохранения жизни матери, изнасилования и инцеста. Однако позднее его позиция относительно прав на аборт и однополые браки изменились на прямо противоположную.

## Личная жизнь

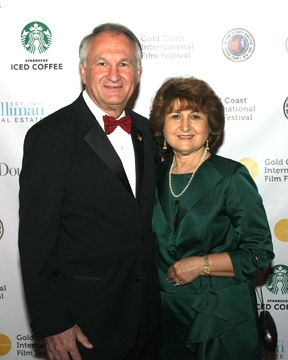
Джордж и Анджела Марагос (2012)

С 1973 года женат на Анджеле Марагос, в браке с которой имеет сыновей Питера (род. 1976) и Анджело (род. 1985).